# Fosse no 7 - 7 bis des mines de Lens
La fosse no 7 - 7 bis dite Saint-Léonard ou Léonard Danel, ou fosse de Wingles, de la Compagnie des mines de Lens est un ancien charbonnage du Bassin minier du Nord-Pas-de-Calais, situé à Wingles. Deux puits distants l'un de l'autre de dix mètres d'axe en axe sont commencés en 1879. La fosse extrait des charbons demi-gras à partir de 1882. Des cités sont bâties près de la fosse. La fosse est détruite durant la Première Guerre mondiale. Elle est reconstruite suivant le style architectural des mines de Lens d'après-guerre. De longs corons sont également reconstruits.
La Compagnie des mines de Lens est nationalisée en 1946 et intègre le Groupe de Lens. En 1952, ce dernier fusionne avec le Groupe de Liévin pour former le Groupe de Lens-Liévin. La fosse no 7 - 7 bis est concentrée sur la fosse no 18 - 18 bis du Groupe de Lens. Le puits no 7 cesse d'extraire en 1958, le puits no 7 bis deux ans plus tard. La fosse assure le service et l'aérage pour la concentration de la fosse no 18 - 18 bis. Elle ferme en 1972, les puits sont comblés en 1973 et les chevalements détruits en 1977.
Au début du XXIe siècle, Charbonnages de France matérialise les têtes des puits nos 7 et 7 bis, et installe un exutoire de grisou au puits no 7 bis, le site ayant connu en 1987 une forte émission de gaz. Il subsiste de la fosse des pans des murs d'enceinte ainsi que deux bâtiments. Les cités, essentiellement constituées de corons, ont été rénovées.

## La fosse

### Fonçage
Les puits de la fosse no 7 - 7 bis, également nommée fosse de Wingles, sont entrepris en même temps en 1879 par la Compagnie des mines de Lens à Wingles, à 600 mètres à l'ouest du clocher de cette église et à 1 800 mètres au sud-est du clocher de Douvrin.

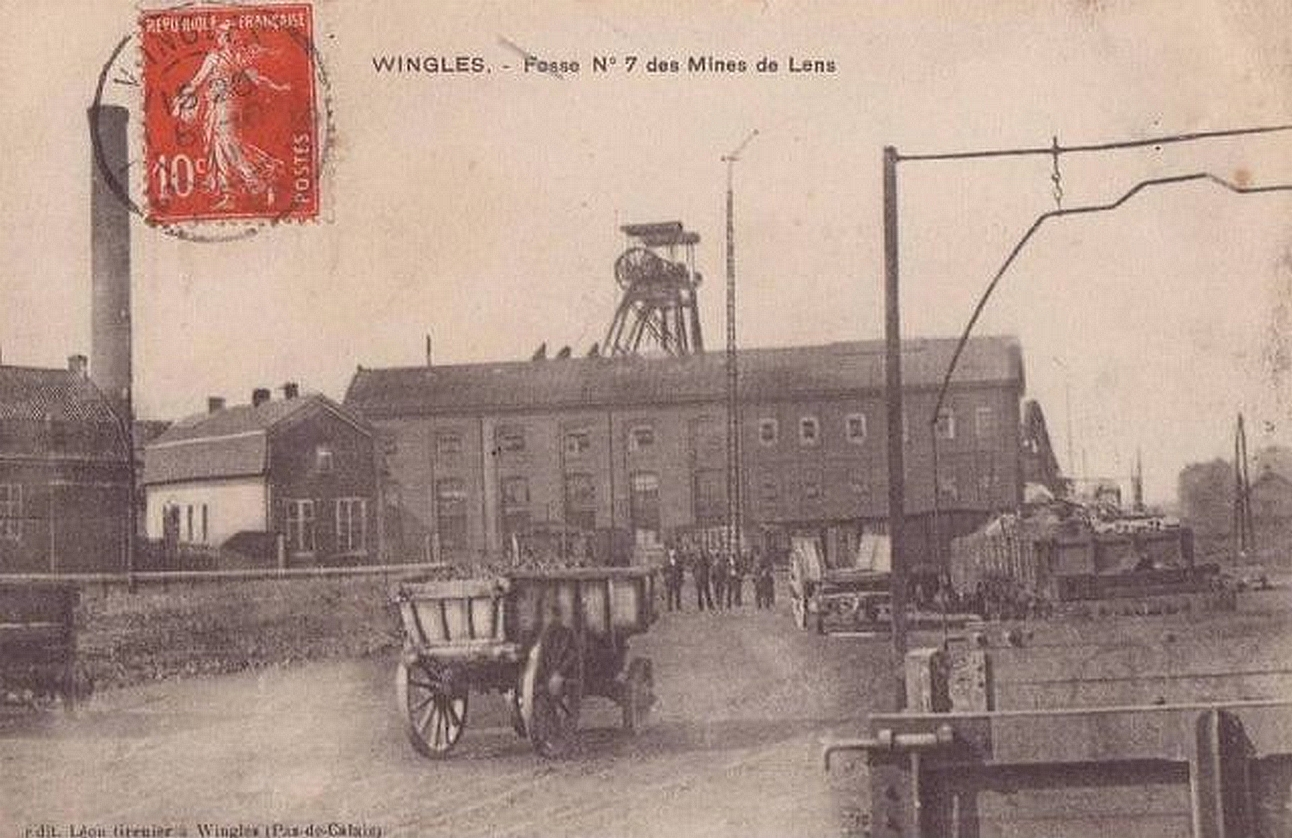
La fosse no 7 - 7 bis avant la guerre.

Les deux puits sont entrepris à l'altitude de 27,37 mètres,. Le niveau du puits no 7 est passé très facilement à l'aide d'une seule pompe de 55 centimètres de diamètre marchant au plus à une vitesse de deux à trois coups par minute. La venue d'eau maximale a été de 150 hectolitres par heure. Le diamètre utile du puits est de 4,12 mètres. Le puits no 7 bis a été entrepris en même temps à dix mètres au sud-ouest du puits no 7. Son fonçage a été réalisé dans plus de difficultés et il a été poussé à la profondeur de 372 mètres. Son diamètre utile est de 3,75 mètres. Le terrain houiller est atteint à la profondeur de 136 mètres.
La fosse est baptisée Saint-Léonard en l'honneur de Léonard Danel.

### Exploitation
La fosse commence à extraire en 1882 des charbons demi-gras. Elle a pour particularité unique dans le bassin minier d'avoir des puits très rapprochés. Dans les années 1890, le puits no 7 est profond de 502,47 mètres. Les accrochages sont établis à 222, 360 et 493 mètres.
La fosse est détruite durant la Première Guerre mondiale. Elle est reconstruite suivant le style architectural des mines de Lens d'après-guerre.
La Compagnie des mines de Lens est nationalisée en 1946 et intègre le Groupe de Lens. En 1952, ce dernier fusionne avec le Groupe de Liévin pour former le Groupe de Lens-Liévin. La fosse no 7 - 7 bis est concentrée sur la fosse no 18 - 18 bis du Groupe de Lens, sise à Hulluch à 3 022 mètres à l'ouest-sud-ouest. Le puits no 7 cesse d'extraire en 1958, le puits no 7 bis deux ans plus tard. La fosse assure le service et l'aérage pour la concentration de la fosse no 18 - 18 bis. La fosse no 7 - 7 bis ferme en 1972, et les puits nos 7 et 7 bis, respectivement profonds de 576 et 692 mètres, sont remblayés en 1973. Les chevalements sont détruits quatre ans plus tard.

### Reconversion
Au début du XXIe siècle, Charbonnages de France matérialise les têtes des puits nos 7 et 7 bis, et installe un exutoire de grisou au puits no 7 bis, le site ayant connu en 1987 une forte émission de gaz. Le BRGM y effectue des inspections chaque année. Outre une partie des murs d'enceinte, il subsiste le logement du garde et le bâtiment de la salle de paye, forge et ateliers.

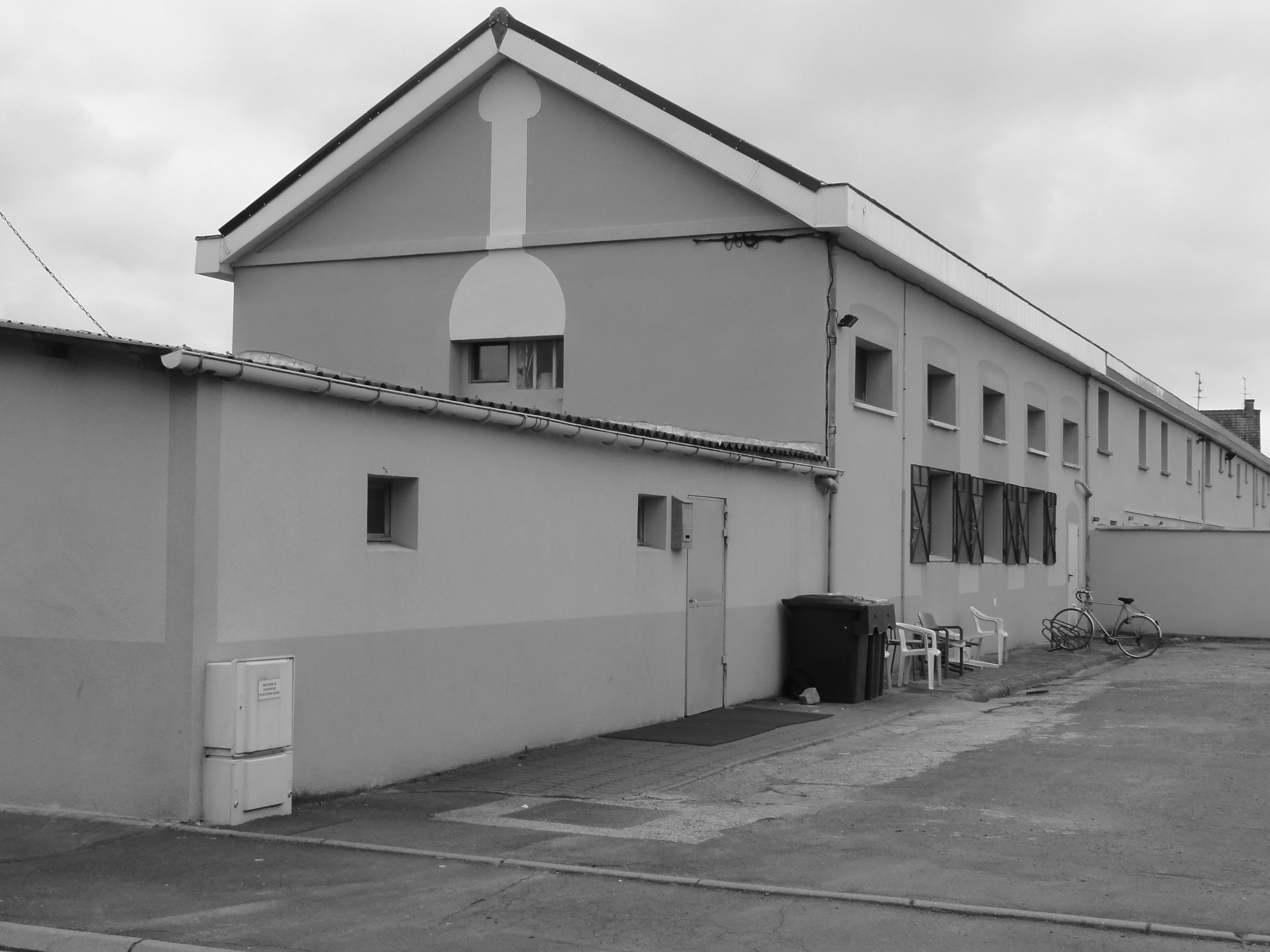
Le bâtiment de la forge, de la salle de paye et des ateliers.
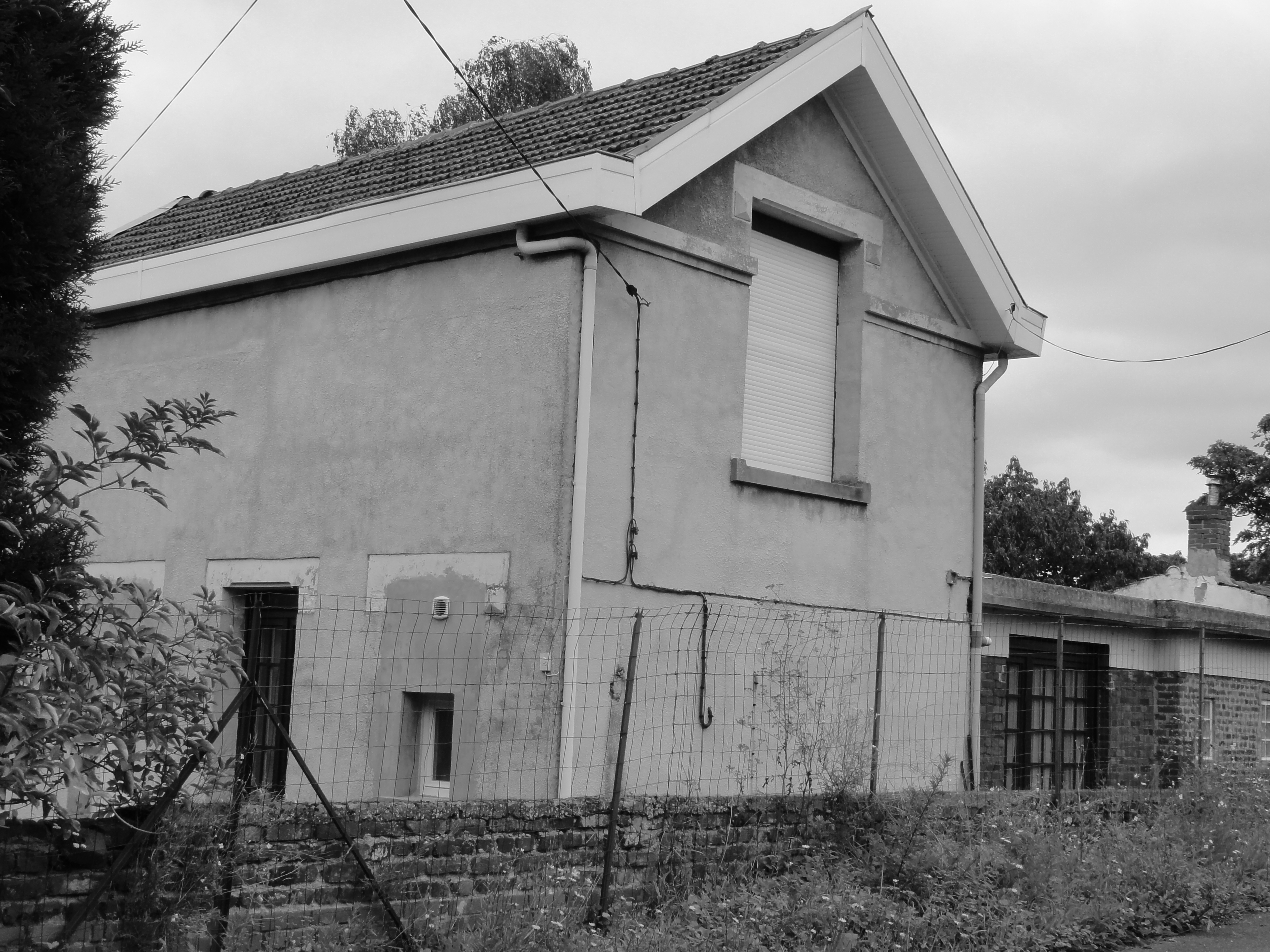
Le logement du garde.
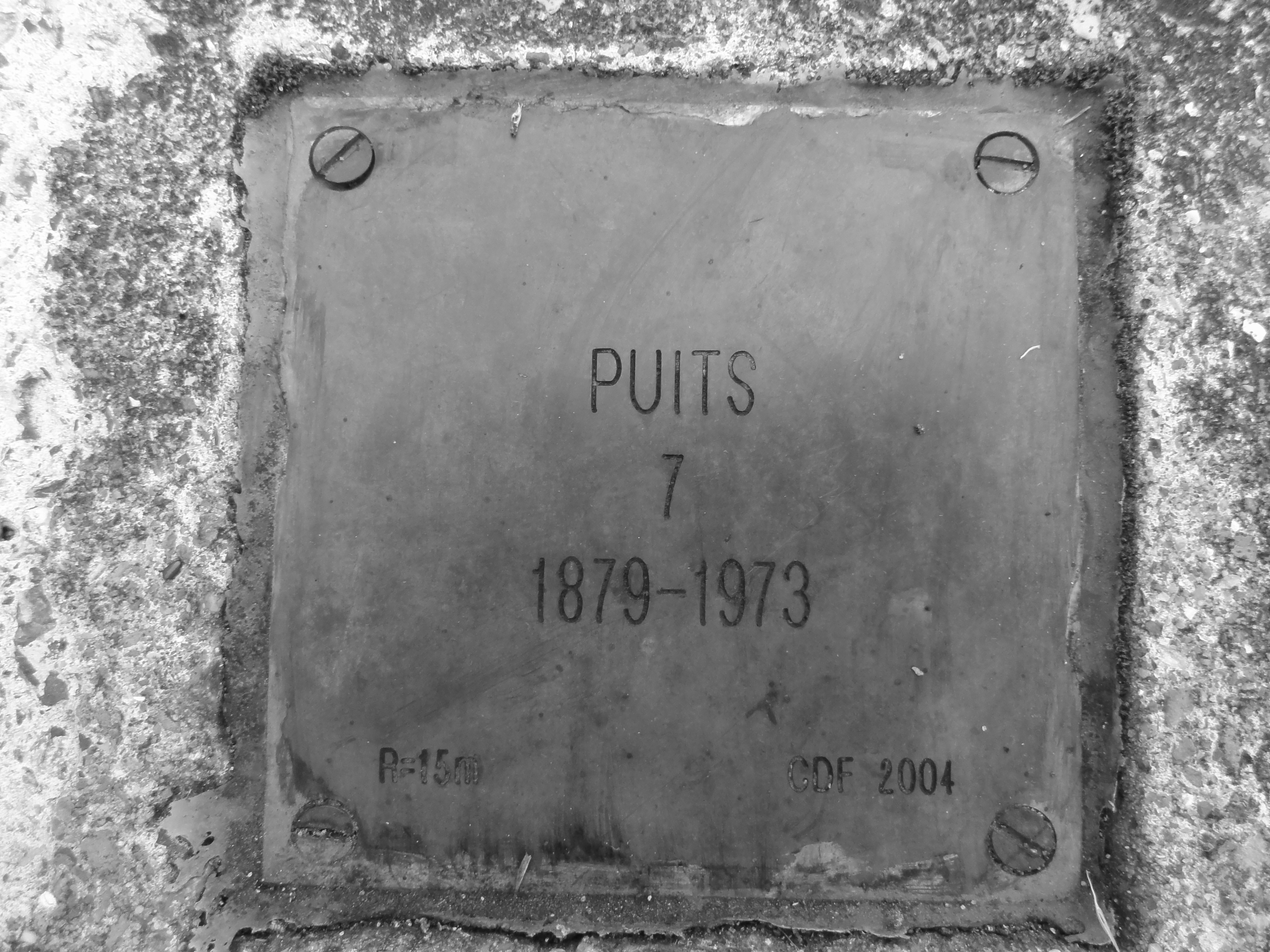
Puits no 7, 1879-1973.
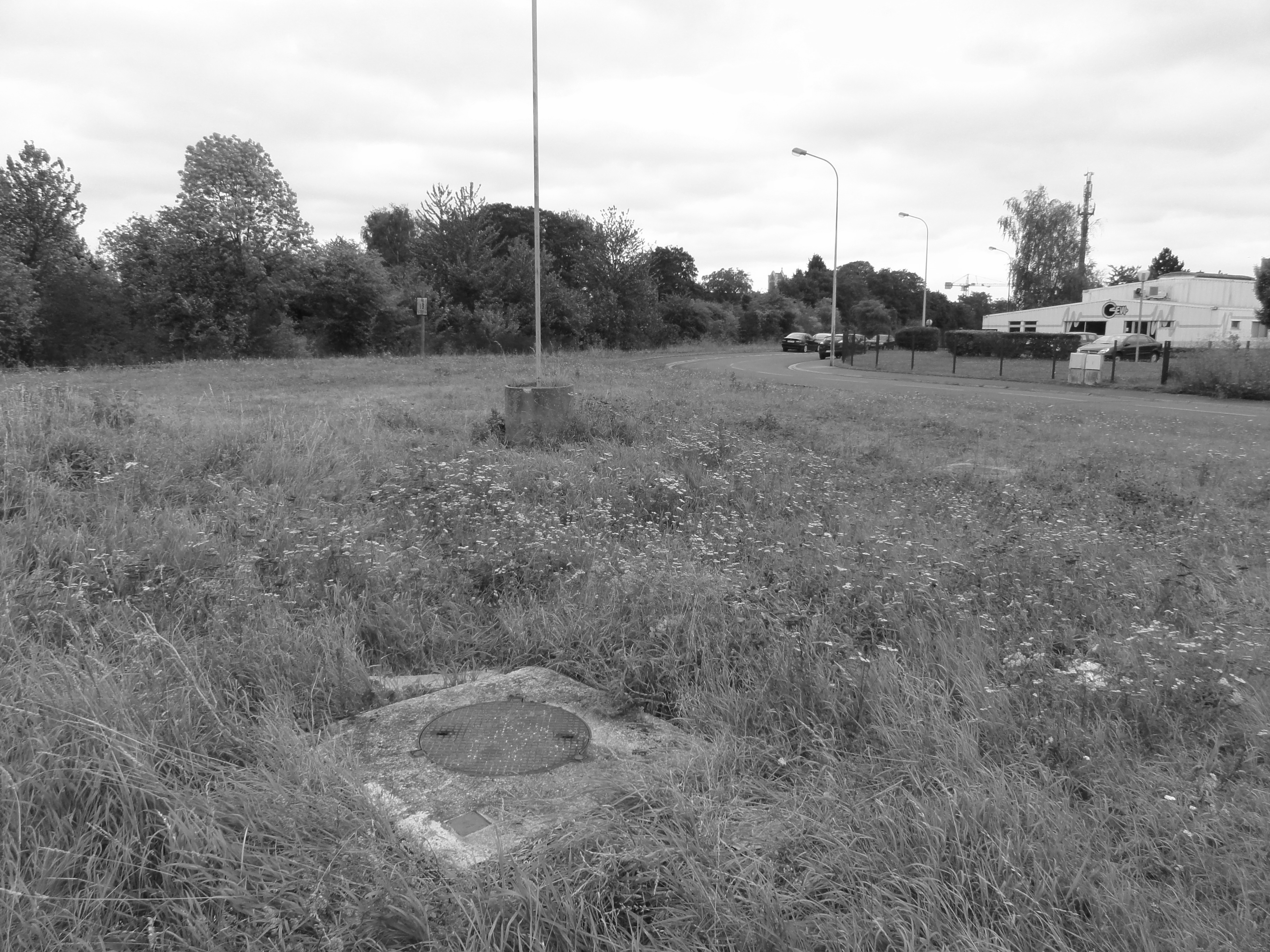
Le puits no 7 dans son environnement.
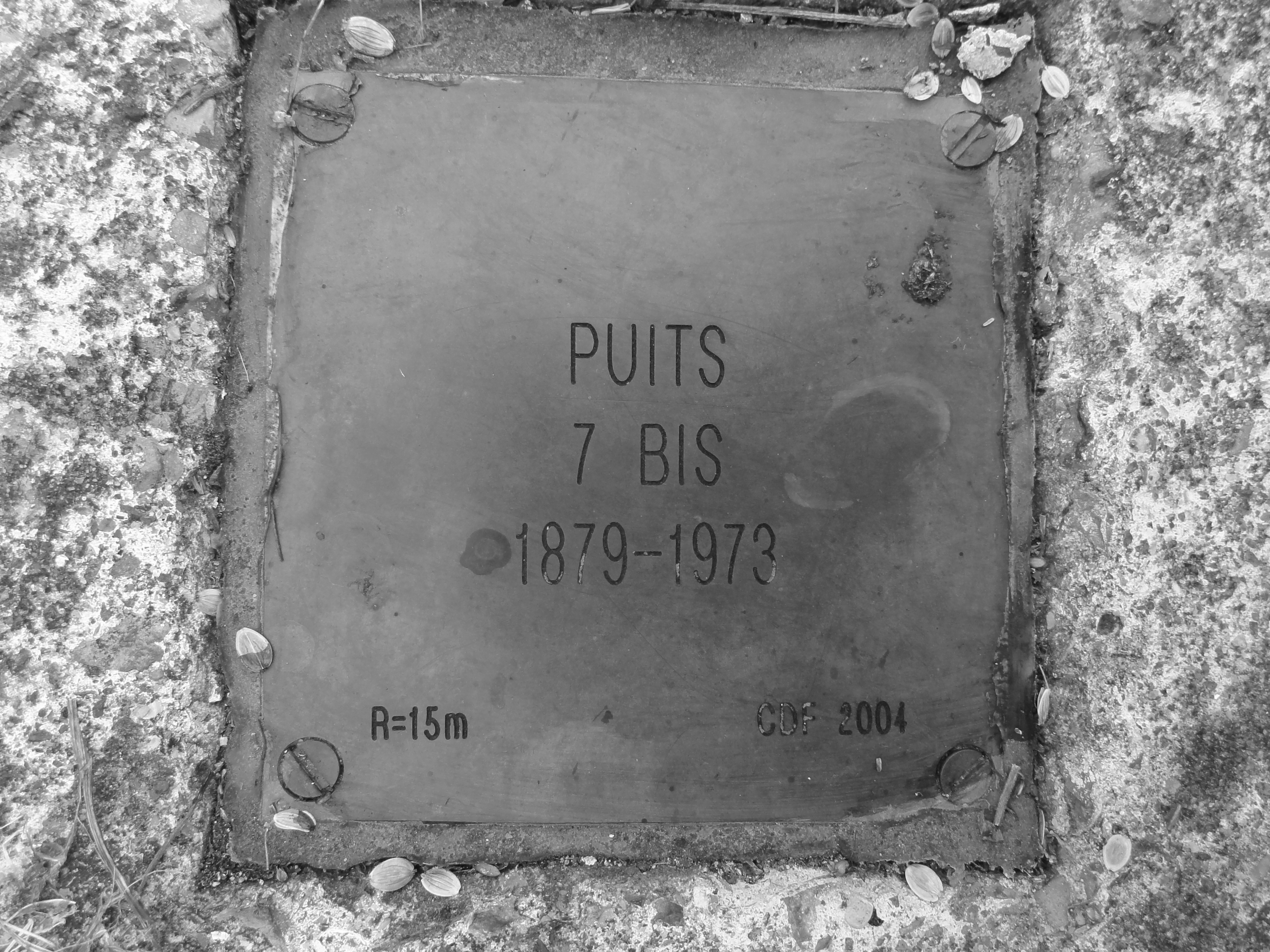
Puits no 7 bis, 1879-1973.
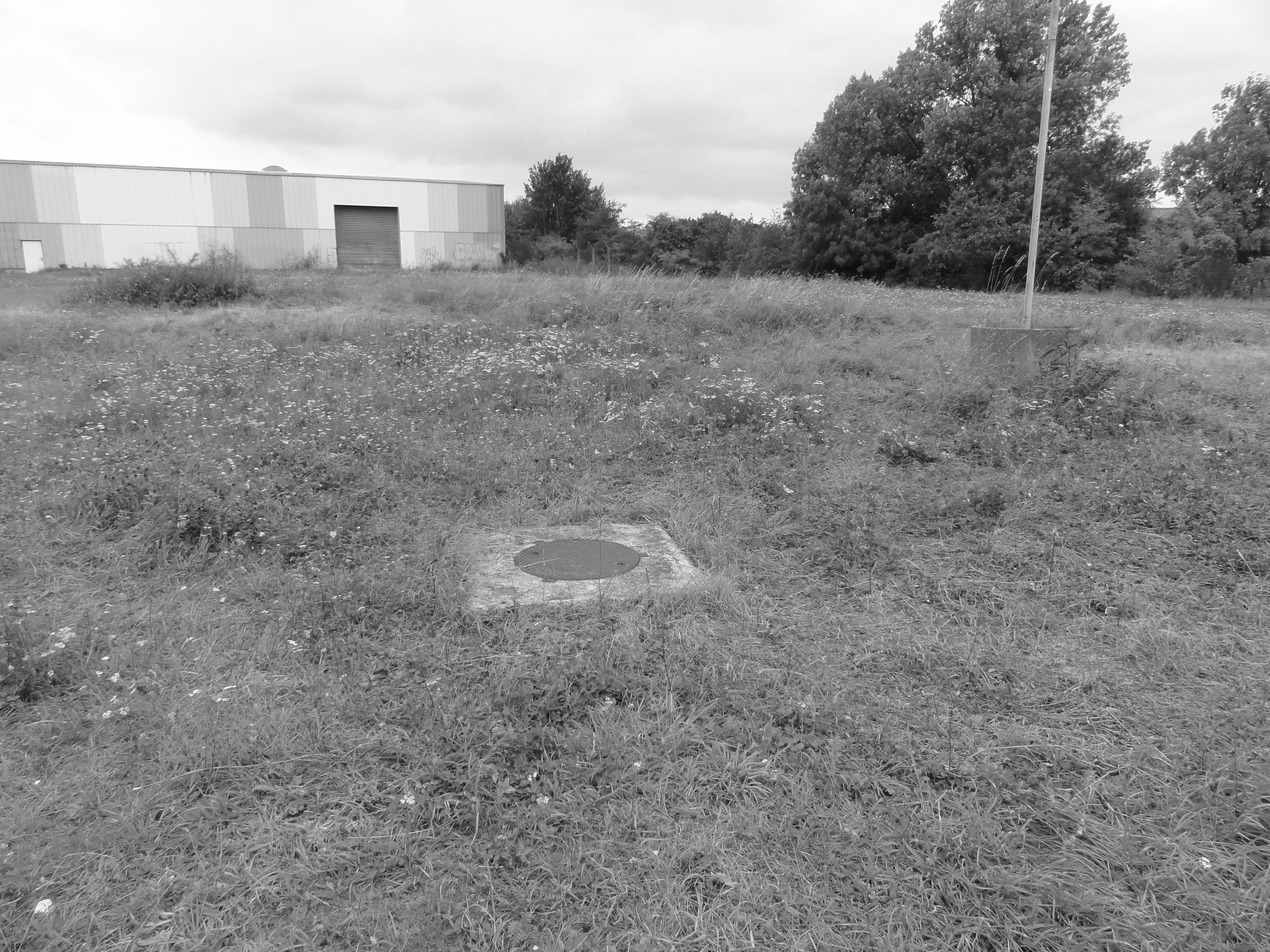
Le puits no 7 bis dans son environnement.

## Les cités
De vastes cités ont été bâties à proximité de la fosse.

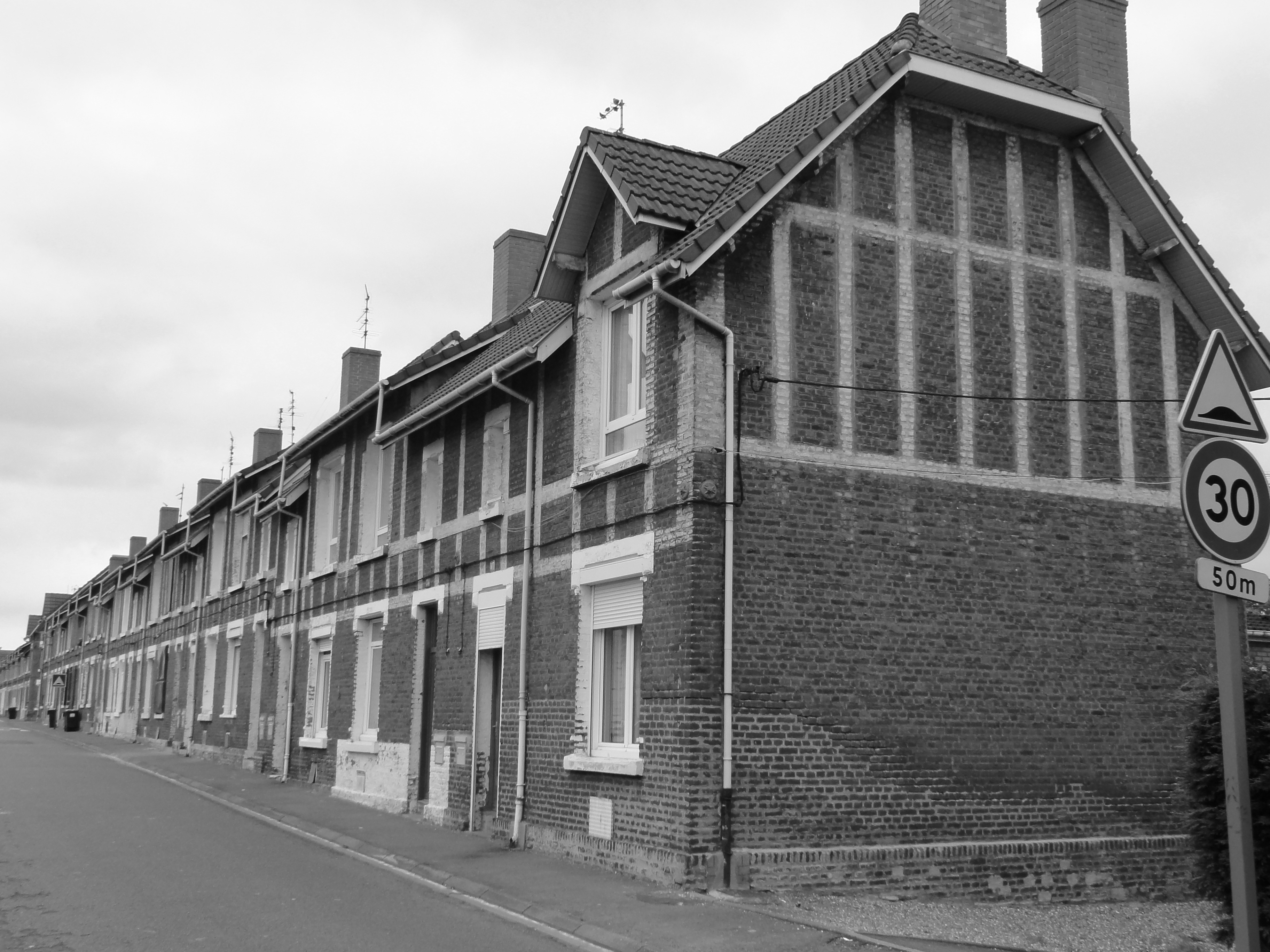
Un coron.
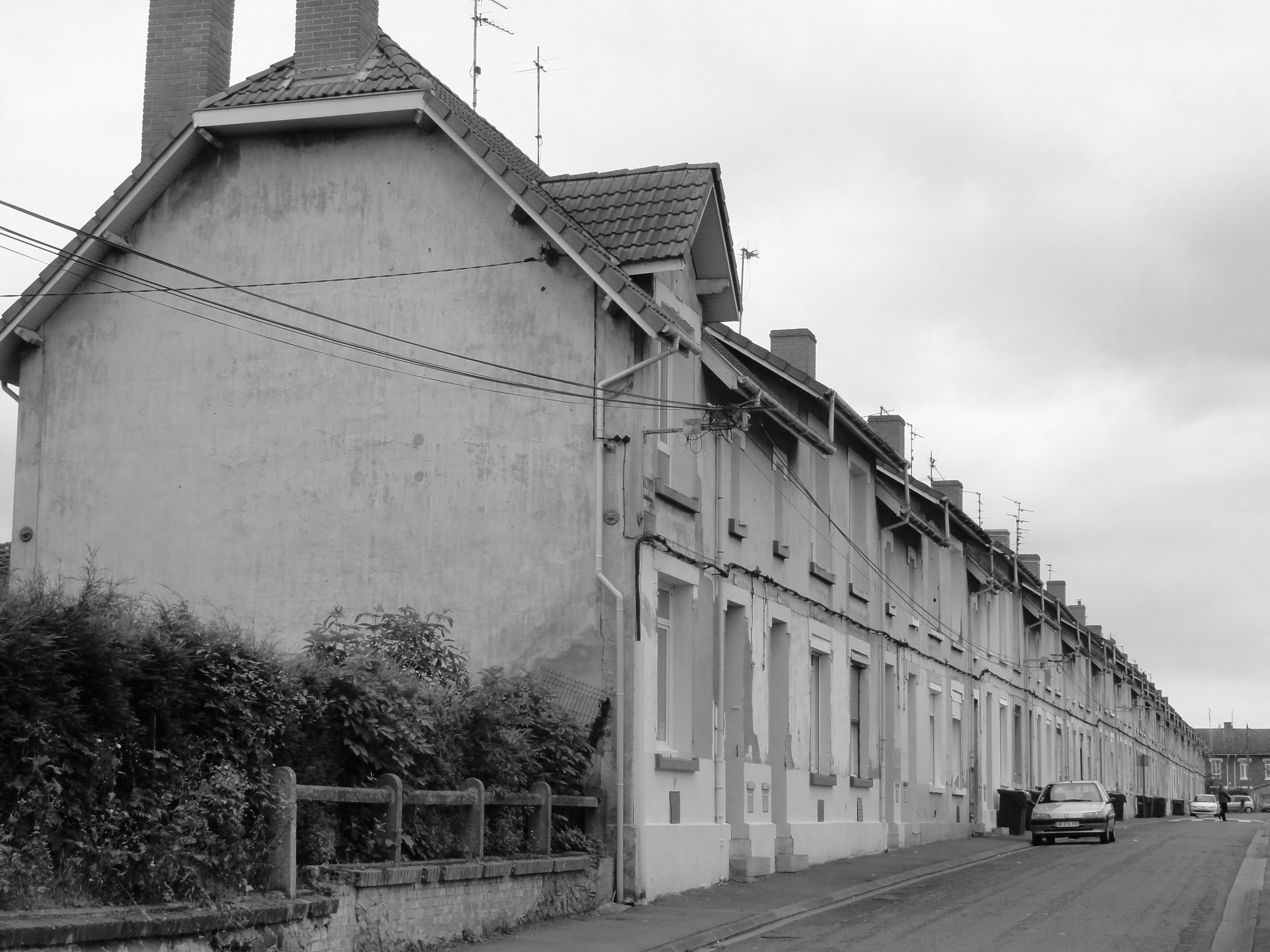
Un coron.
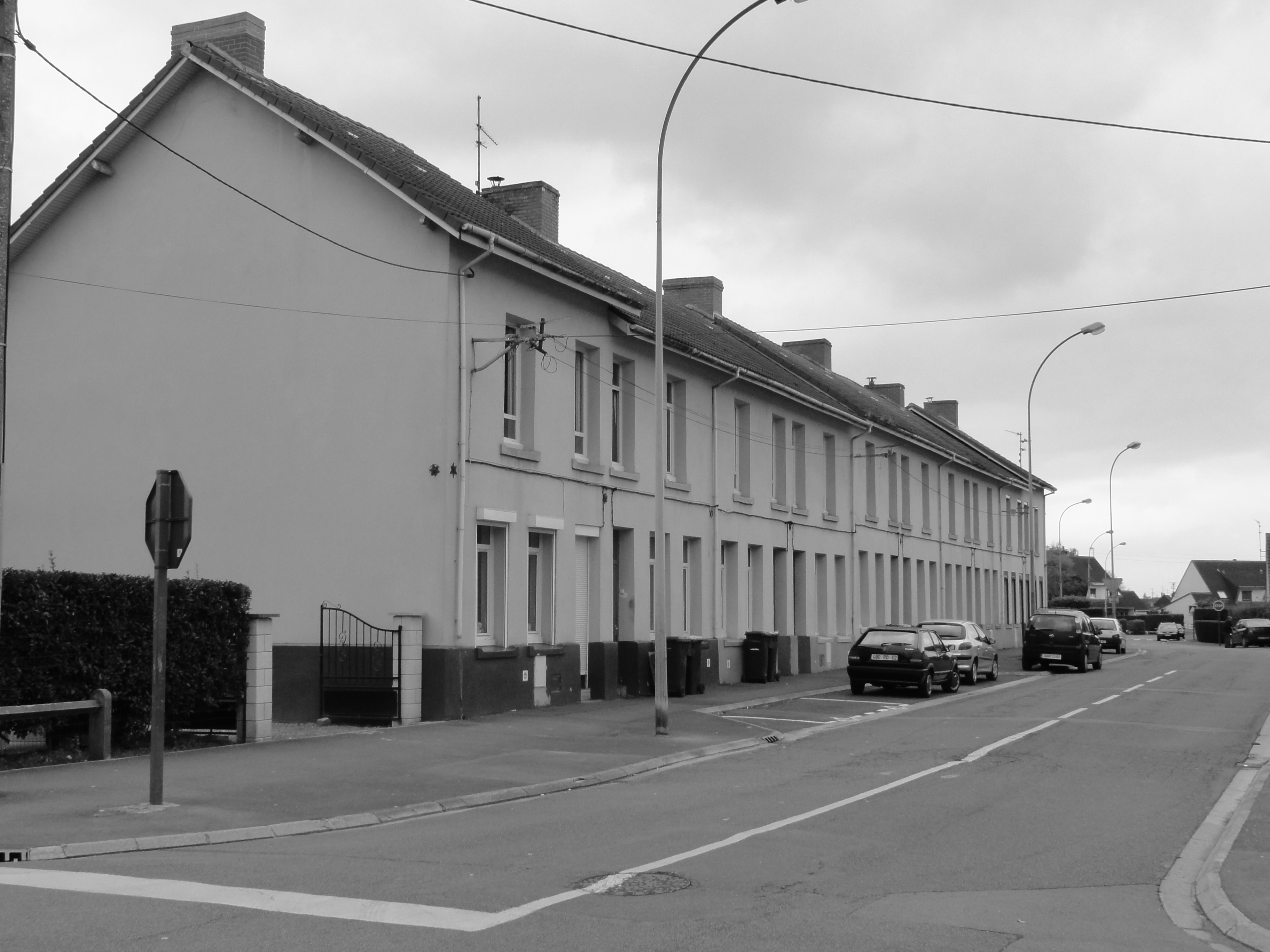
Un coron.
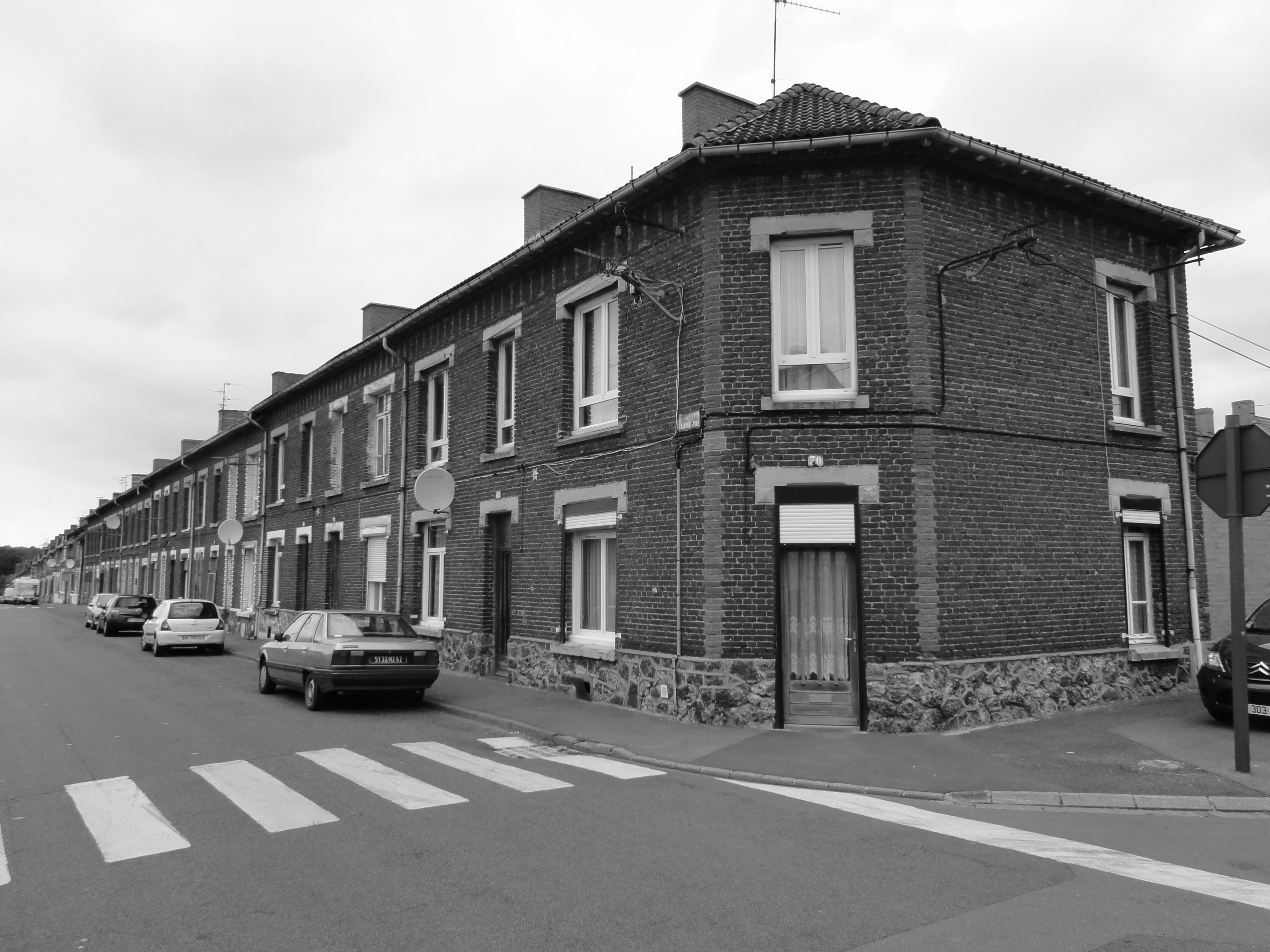
Un coron.
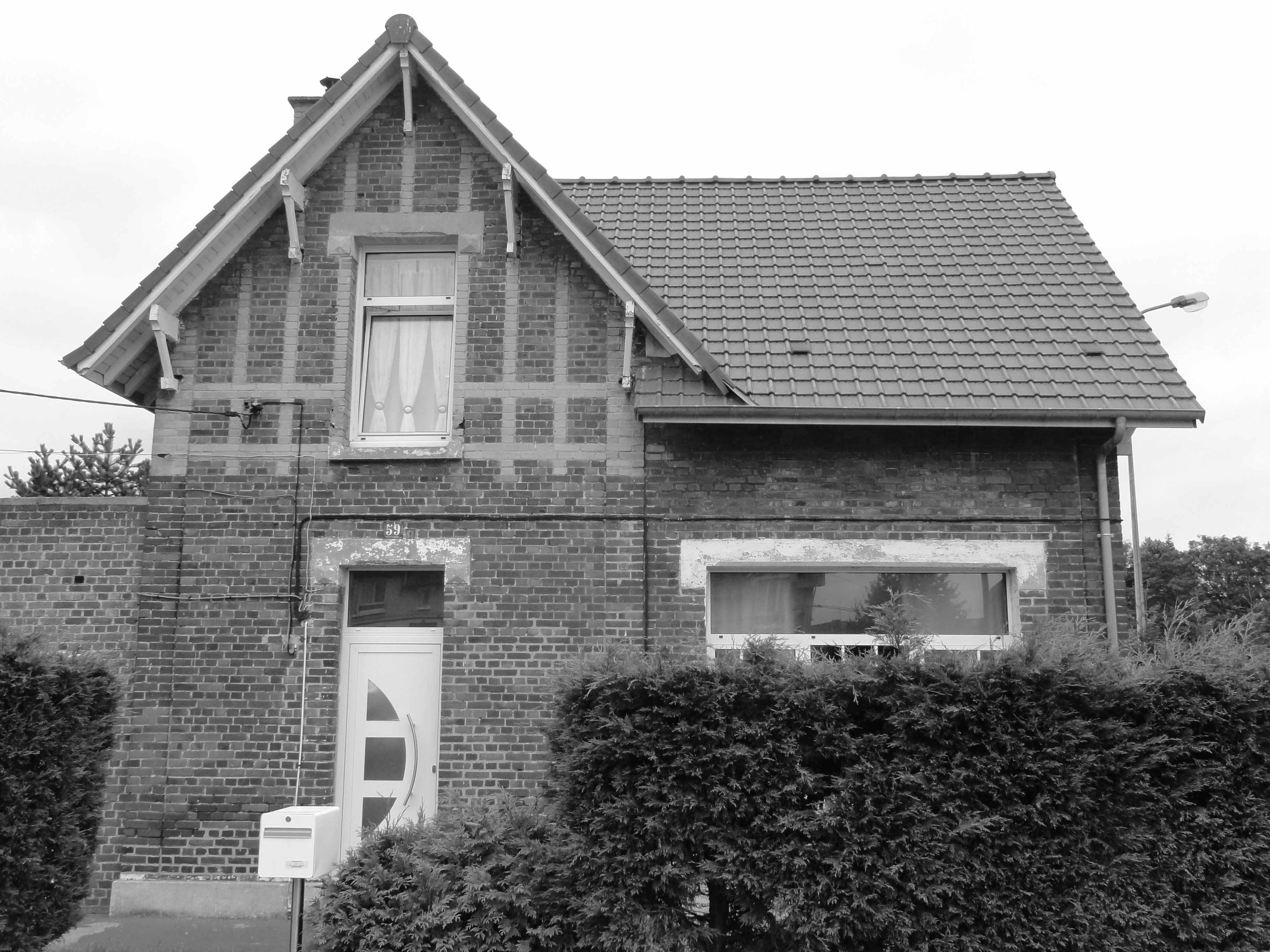
Une habitation individuelle.
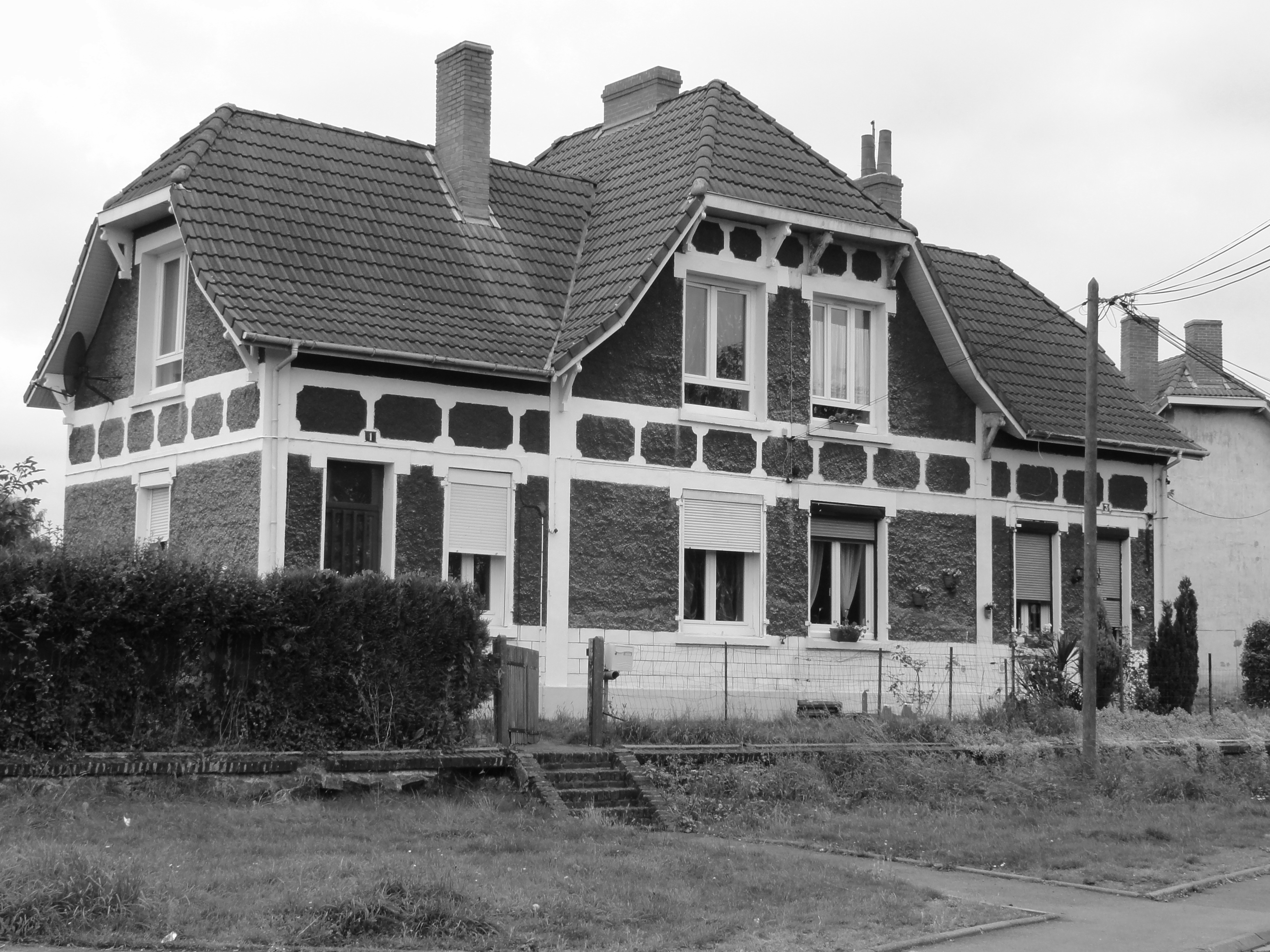
Des habitations groupées par deux.